# Peltogaster depressus
Peltogaster depressus is een krabbezakjessoort uit de familie van de Peltogastridae. De wetenschappelijke naam van de soort is voor het eerst geldig gepubliceerd in 1944 door Reinhard.